# Puerta de Zungaria

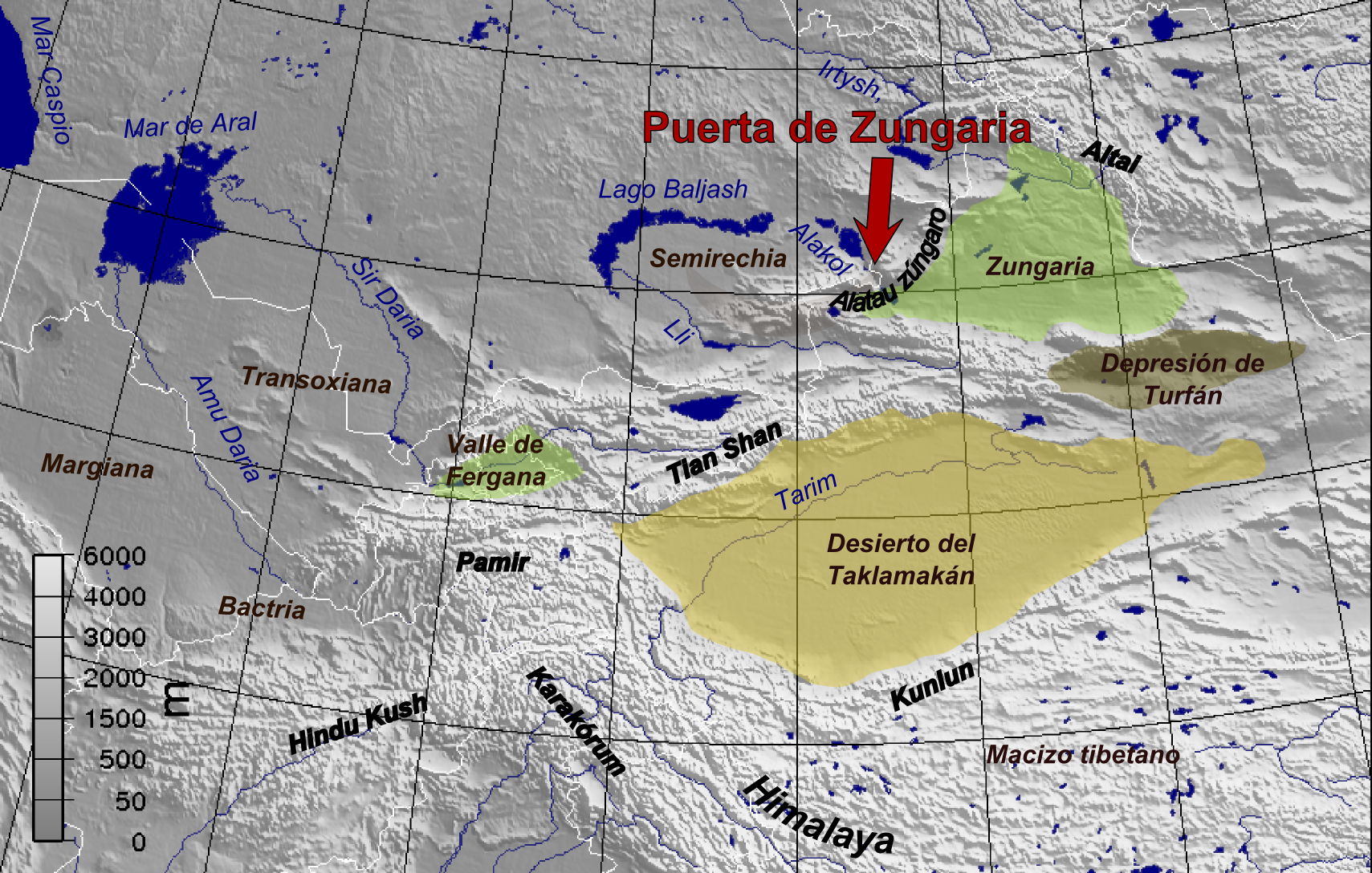
Localización de la puerta de Zungaria en Asia Central.

La puerta de Zungaria, también paso de Alataw, o Alashankou (en chino, 阿拉山; pinyin, Ālāshānkǒu), es un paso de montaña fronterizo localizado entre la República Popular China (en la prefectura autónoma mongol de Bortala, Sinkiang), al este, y la República de Kazajistán (provincia de Almaty), al oeste. Se encuentra al sureste del lago Alakol, del lado kazajo y al noroeste del lago Aibi, del lado chino. Como paso fronterizo con carretera y ferrocarril, conecta ambos países; y se le considera el segundo paso fronterizo terrestre de China, después del de Manzhouli, en Mongolia Interior.
La puerta de Zungaria corta las montañas de Zungaria permitiendo el paso entre ambos lados, por lo que ha sido descrita como «la única puerta de paso entre la larga muralla montañosa que se despliega entre Manchuria y Afganistán».
En sus Historias, Heródoto menciona informes de viajeros acerca de una tierra al nordeste, en la que grifos guardaban tesoros de oro y en la que vivía el dios Boreas, creador de los vientos del norte que barrían Grecia. Diversos autores, como Carl Ruck, J.D.P. Bolton e Ildikó Lehtinen han especulado que se tratase de la actual Zungaria, que el origen de los grifos mitológicos fuese el descubrimiento de fósiles de protoceratops, abundantes en la región y que la mítica hiperborea con sus pacíficos y civilizados habitantes, habría sido la antigua civilización china.